# 구보타성

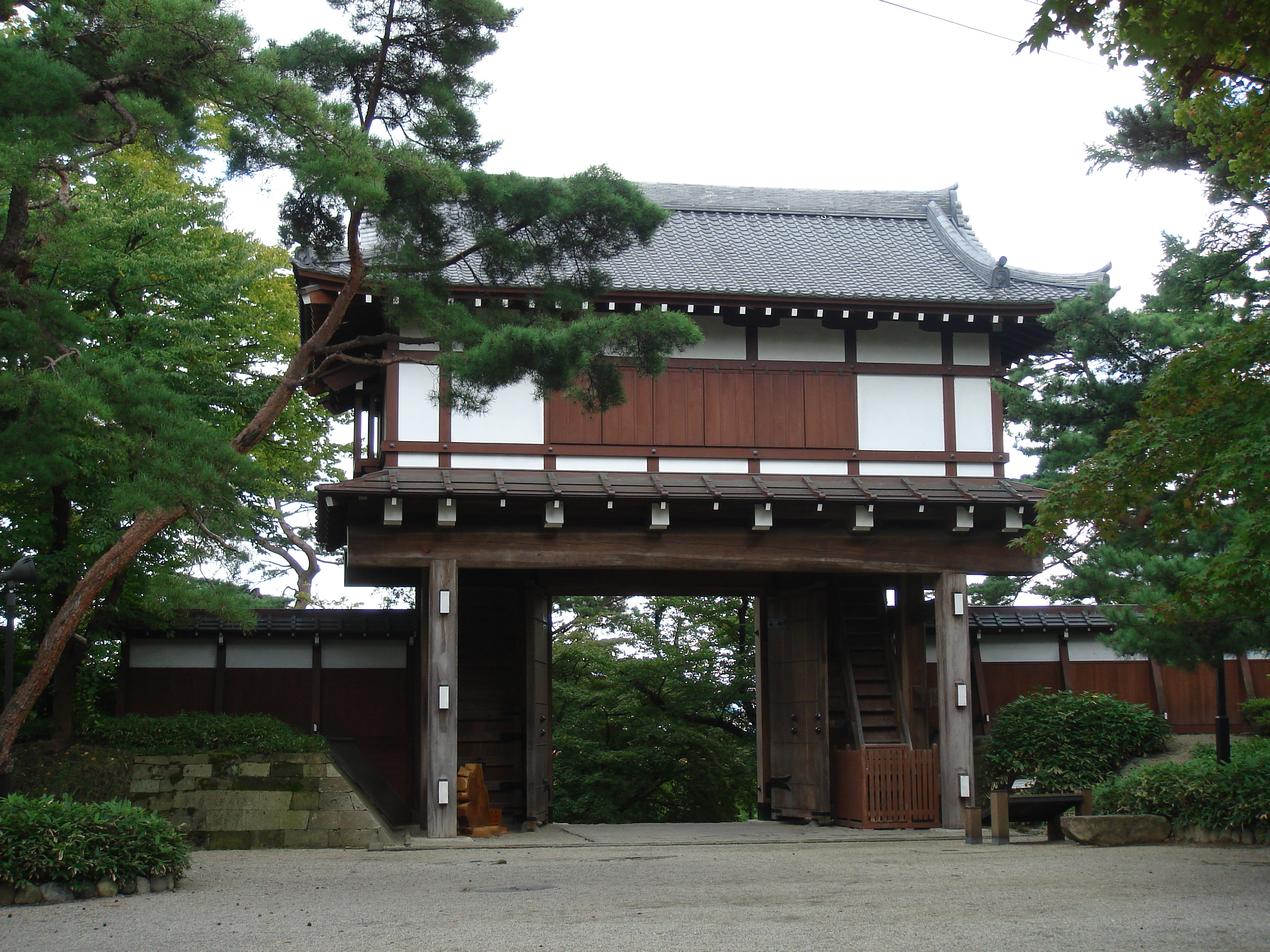
구보타 성의 오모테 문

구보타성(일본어: 久保田城, くぼたじょう)은 아키타현 아키타시 센슈 공원 주변에 있는 평산성이다. 다른 이름으로는 야도메 성(矢留城), 갓콘 성(葛根城:칡뿌리 성)이다. 또, 성이 있는 지명 때문에 아키타 성이라고 불리지만, 아키타 성은 8세기 중엽에 이 지역에 축성된 성으로 별개의 성이며 성이 있는 장소 또한 다르다.

## 개요
구보타 번 초대 번주인 사타케 요시노부는 1600년 일어난 세키가하라 전투에서 동군과 서군 어느 편에도 들지 않는 애매한 입장을 표하자 1602년 도쿠가와 이에야스에 의해 히타치에서 데와 아키타로 전봉조치 되어, 미나토 성에 입성하지만, 미나토 성은 평성이며 방위에 취약했기 때문에 다음해인 1603년 미나토 성의 남동쪽에 있는 구보타신메이 산에 새로운 성을 축성한다. 1604년 구보타 성 준공과 동시에 구보타 성을 본성으로 삼는다. 또, 축성과 동시에 성하 마을과 도쿠가와 이에야스가 추진해온 주요 도로를 정비한다. 이 밖에도 성하 마을과 번내의 주요 도로는 1630년경에 완성하게 된다.
구보타 성은 천수각과 석벽이 없는 성이다. 그래서, 망루와 토담이 이를 대신하고 있다. 1871년 마을 명을 구보타에서 아키타로 개칭된다. 구보타 번은 1868년에 일어난 보신 전쟁때 신정부군을 지지했기 때문에 성의 파괴를 면할 수 있었다. 하지만 1880년에 일어난 대 화재로 성의 건물은 대부분 소실된다.
그 후, 시가지를 재건하는 과정에서 해자는 매워졌고, 관청로도 변하게 된다. 현재 구보타 성이 있는 일대는 센슈 공원(千秋公園)으로 되었으며, 공원내에는 현립회관, 시립도서관, 미술관등이 있다. 남아 있는 건물로는 화재를 면한 오모노가시라 반쇼가 남아 있으며, 신효구스미 망루, 오모테 문이 재건되어 있다.

## 역사 및 연혁

### 에도 시대
- 1602년 사타케 요시노부가 히타치에서 데와 아키타로 전봉되어 미나토 성에 입성한다.
- 1603년 구보타신메이 산에 구보타 성을 축성한다.
- 1604년 구보타 성을 준공하여 구보타 번의 번청으로 삼는다.
- 1630년 조카마치와 성의 주변 도로가 완성된다.

### 메이지 시대이후
- 1871년 (메이지 4년) 폐번치현에 따라 메이지 정부의 정부청사가 들어선다.
- 1880년 (메이지 13년) 대 화재로 성의 대부분이 전소된다.
- 1989년 (헤세 원년) 혼마루에 신효구스미 망루가 재건된다.[3]
- 2001년 (헤세 13년) 혼마루에 오모테 문이 복원된다.
- 2004년 (헤세 16년) 아키타 시 탄생 400년 기념 축제가 거행된다.
- 2006년 (헤세 18년) 4월 6일 일본 100대 명성에 선정된다.

## 구조
혼마루를 번주의 거처로 삼았고, 그 동쪽에 니노마루, 산노마루가 있으며, 북쪽에는 기타노마루가 있다. 성 주위에는 이치노 문과 중신들의 건물을 배치하였고, 중, 하급 무사의 건물은 그 주위에 배치하였다. 마을 사람들이 사는 마을은 성의 서쪽인 아사히카와 강 부근에 배치하였다. 마을 서쪽에는 사원을 집중적으로 배치하였다.